# Mikuszowice (gmina)
Mikuszowice – dawna gmina wiejska istniejąca w latach 1945–1954 w województwie śląskim (śląsko-dąbrowskim), katowickim i stalinogrodzkim. Siedzibą władz gminy były Mikuszowice (Śląskie) (obecnie dzielnica Bielska-Białej).
Jako gmina jednostkowa, Mikuszowice od 28 lipca 1920 przynależały do woj. śląskiego (powiat bielski).
1 grudnia 1945 roku zostały przekształcona w nową gminę zbiorową (reforma gminna) w tymże powiecie i województwie, która poza siedzibą, obejmowała także Kamienicę. Według stanu z 1 lipca 1952 roku gmina składała się z 2 gromad: Kamienica i Mikuszowice. 6 lipca 1950 zmieniono nazwę woj. śląskiego na katowickie, a 9 marca 1953 kolejno na woj. stalinogrodzkie.
Gmina została zniesiona 29 września 1954 roku wraz z reformą znoszącą gminy – z jej terenu powstały gromady: Mikuszowice Śląskie i Kamienica.
Mikuszowice Śląskie uzyskały później status osiedla (1 stycznia 1958). 1 stycznia 1969, razem z częścią Kamienicy, zostały włączone do Bielska-Białej.
Nie mylić z gminą Mikluszowice.